# Crucianella transjordanica
Crucianella transjordanica är en måreväxtart som beskrevs av Karl Heinz Rechinger. Crucianella transjordanica ingår i släktet Crucianella och familjen måreväxter. Inga underarter finns listade i Catalogue of Life.